# 22 مايو
- السبت
- الأحد
- الاثنين
- الثلاثاء
- الأربعاء
- الخميس
- الجمعة

- 2628 شوال 1446  هـ
- 2729 شوال 1446  هـ
- 2830 شوال 1446  هـ
- 291 ذو القعدة 1446  هـ
- 302 ذو القعدة 1446  هـ
- 13 ذو القعدة 1446  هـ
- 24 ذو القعدة 1446  هـ
- 35 ذو القعدة 1446  هـ
- 46 ذو القعدة 1446  هـ
- 57 ذو القعدة 1446  هـ
- 68 ذو القعدة 1446  هـ
- 79 ذو القعدة 1446  هـ
- 810 ذو القعدة 1446  هـ
- 911 ذو القعدة 1446  هـ
- 1012 ذو القعدة 1446  هـ
- 1113 ذو القعدة 1446  هـ
- 1214 ذو القعدة 1446  هـ
- 1315 ذو القعدة 1446  هـ
- 1416 ذو القعدة 1446  هـ
- 1517 ذو القعدة 1446  هـ
- 1618 ذو القعدة 1446  هـ
- 1719 ذو القعدة 1446  هـ
- 1820 ذو القعدة 1446  هـ
- 1921 ذو القعدة 1446  هـ
- 2022 ذو القعدة 1446  هـ
- 2123 ذو القعدة 1446  هـ
- 2224 ذو القعدة 1446  هـ
- 2325 ذو القعدة 1446  هـ
- 2426 ذو القعدة 1446  هـ
- 2527 ذو القعدة 1446  هـ
- 2628 ذو القعدة 1446  هـ
- 2729 ذو القعدة 1446  هـ
- 281 ذو الحجة 1446  هـ
- 292 ذو الحجة 1446  هـ
- 303 ذو الحجة 1446  هـ
- 314 ذو الحجة 1446  هـ
- 15 ذو الحجة 1446  هـ
- 26 ذو الحجة 1446  هـ
- 37 ذو الحجة 1446  هـ
- 48 ذو الحجة 1446  هـ
- 59 ذو الحجة 1446  هـ
- 610 ذو الحجة 1446  هـ

22 مايو أو 22 أيَّار أو 22 مايس أو 22 نوَّار أويوم 22 \ 5 (اليوم الثاني والعشرون من الشهر الخامس) هو اليوم الثاني والأربعون بعد المئة (142) من السنوات البسيطة، أو اليوم الثالث والأربعون بعد المئة (143) من السنوات الكبيسة وفقًا للتقويم الميلادي الغربي (الغريغوري). يبقى بعده 223 يوما لانتهاء السنة.

## أحداث
- 1176 - طائفة الحشاشين تحاول اغتيال صلاح الدين الأيوبي قرب حلب.
- 1455 - بداية أولى معارك حرب الوردتين وهي معركة سانت ألبانز الأولى في مدينة سانت ألبانز بإنجلترا التي انتهت بإنتصار كبير لجيش أسرة يورك بقيادة ريتشارد يورك على جيش أسرة لانكاستر.
- 1840 - وقف نقل المذنبين البريطانيين إلى مستعمرة نيوساوث ويلز في أستراليا.
- 1872 - الرئيس الأمريكي يوليسيس جرانت يوقع عفوًا أعاد فيه الحقوق المدنية لكل المتعاطفين مع الكونفدراليين الجنوبيين ما عدا 500 شخص.
- 1927 - مئتا ألف قتيل في زلزال في شينينغ في الصين.
- 1939- هتلر وموسوليني يوقعان اتفاق تحالف عسكري بين ألمانيا وإيطاليا عرف باسم حلف الصلب.
- 1945 - الرئيس الأمريكي هاري ترومان يعلن عن سياسته الخاصة بمحاربة الشيوعية.
- 1948 - مجلس الأمن يصدر قراره رقم 49 الخاص بوقف إطلاق النار أثناء الحرب بين العرب واليهود.
- 1972 -
  - توقيع أول اتفاقية بين الاتحاد السوفيتي والولايات المتحدة للحد من انتشار الأسلحة الإستراتيجية، وسميت الاتفاقية «سولت-1».
  - سيلان تتخذ دستورًا جديدًا وتغير اسم الدولة إلى سريلانكا.
- 1987 - وقوع مذبحة هاشمبورا ضد المسلمين في مدينة ميروت بولاية أتر برديش في الهند.
- 1990 - اتحاد الجمهورية العربية اليمنية وجمهورية اليمن الديمقراطية الشعبية بدولة واحدة تحت اسم الجمهورية اليمنية، واتفق على تكوين مجلس رئاسي يتولى شؤون الرئاسة وتكون رئاسته لرئيس الجمهورية العربية اليمنية علي عبد الله صالح وأن يتولى منصب نائب الرئيس رئيس جمهورية اليمن الديمقراطية الشعبية علي سالم البيض.
- 1992 - انضمام سلوفينيا وكرواتيا والبوسنة والهرسك إلى الأمم المتحدة.
- 2003 - قرارُ مجلس الأمن إلغاء حصار العراق.
- 2004 - انعقاد القمة العربية في تونس، وانسحاب ليبيا أثناء إلقاء أمين عام الجامعة العربية عمرو موسى كلمه الإفتتاح.
- 2014 - تايلاند تشهد انقلابًا عسكريًا من قبل قائد القوات المسلحة الملكية وذلك على خلفية الاحتجاجات التي تشهدها البلاد منذ سنة 2013.
- 2015 - 21 قتيلًا وأكثر من 100 جريح في تفجير انتحاري أثناء أداء صلاة الجمعة في أحد مساجد محافظة القطيف السعودية.
- 2016 - انتخاب وزير المواصلات والنقل البحري والاتصالات بن علي يلدرم رئيسًا لِحزب العدالة والتنمية التُركي خلفًا لأحمد داوود أوغلو الذي استقال من المنصب، ورئيس الجمهورية رجب طيب أردوغان يُكلِّفه بِتشكيل حُكومة جديدة.
- 2017 - وقوع انفجار في قاعة مانشستر أرينا في مانشستر ببريطانيا خلال حفل للمغنية الأمريكية أريانا غراندي، مما أدى إلى سقوط 23 قتيلًا و ما يزيد عن 59 جريحًا.
- 2020 - تحطم طائرة ركاب تابعة للخطوط الجوية الباكستانية الدولية بالقرب من كراتشي.
- 2021 -
  - ثورة بركان نيراجونجو في جمهورية الكونغو الديمقراطية، واقتراب الحِمم من مطار غوما.
  - أزمة دستورية في ساموا بعد منع رئيس الدولة فآليتوا سوالافي الثاني انعقاد البرلمان عقب الانتخابات العامة التي جرت في أبريل.

## مواليد
- 1813 - ريتشارد فاغنر، موسيقي ألماني.
- 1844 - عبد البهاء عباس، نجل مؤسس الدين البهائي بهاء الله.
- 1856 - سليمان البستاني، أديب لبناني.
- 1859 - آرثر كونان دويل، كاتب اسكتلندي ومبتدع شخصية شرلوك هولمز.
- 1860 - بمبة كشر، راقصة مصرية.
- 1912 - هيربرت براون، عالم كيمياء أمريكي حاصل على جائزة نوبل في الكيمياء عام 1979.
- 1924 - شارل أزنافور، ممثل ومغني فرنسي من أصل أرمني.
- 1927 - جورج أولاه، عالم كيمياء أمريكي حاصل على جائزة نوبل في الكيمياء عام 1994.
- 1932 - مها صبري، ممثلة مصرية.
- 1942 - الشيخة سعاد محمد الصباح، شاعرة وكاتبة وأديبة كويتية.
- 1943 - بيتي ويليامز، ناشطة سياسية من أيرلندا الشمالية حاصلة على جائزة نوبل للسلام عام 1976.
- 1946 - جورج بست، لاعب كرة قدم أيرلندي شمالي.
- 1949 - أحمد حميده، كاتب مصري.
- 1953 - تشا بوم كون، لاعب ومدرب كرة قدم كوري جنوبي.
- 1960 - هيدياكي أنو، مخرج ورسام ياباني.
- 1965 - فوزي المجادي، مناضل كويتي.
- 1967 - بروك سميث، ممثلة أمريكية.
- 1975 - سلفادور باييستا، لاعب كرة قدم إسباني.
- 1977 - فارس عاشور، ممثل كويتي.
- 1978 - جينيفر غودين، ممثلة أمريكية.
- 1979 -
  - سعيدة السراي، ممثلة تونسية.
  - ماجي كيو، ممثلة أمريكية.
- 1981 - يورجن ميلتسر، لاعب كرة مضرب نمساوي.
- 1983 - عبد الرحمن القحطاني، لاعب كرة قدم سعودي.
- 1985 - ترانكويلو بارنيتا، لاعب كرة قدم سويسري.
- 1986 - طلال البلوشي، لاعب كرة قدم قطري.
- 1987 - نوفاك دوكوفيتش، لاعب كرة قدم صربي.
- 1991 - سوهو، مغني كوري جنوبي.

## وفيات
- 337 - قسطنطين الأول، إمبراطور روماني.
- 748 - الإمبراطورة غينشو، إمبراطورة اليابان.
- 822 - الحكم بن هشام، أحد خلفاء الدولة الأموية في الأندلس.
- 910 - أبو بكر محمد بن داود الظاهري، أحد أئمة الفقه في القرن الثالث الهجري.
- 1667 - البابا ألكسندر السابع، بابا الكنيسة الرومانية الكاثوليكية.
- 1859 - الملك فرديناندو الثاني، ملك مملكة الصقليتان.
- 1885 - فكتور هوغو، كاتب فرنسي.
- 1933 - عباس قفطان، شاعر عثماني عراقي.
- 1982 - جودت صوناي، رئيس تركيا.
- 1983 - ألبير كلود، عالم بلجيكي في علم الأحياء حاصل على جائزة نوبل في الطب عام 1974.
- 1986 - عمر التلمساني، المرشد الثالث لجماعة الإخوان المسلمون.
- 1997 - ألفرد هيرشي، عالم في علم الأحياء الدقيقة والوراثة أمريكي حاصل على جائزة نوبل في الطب عام 1969.
- 2002 - عبد العزيز النمش، ممثل كويتي.
- 2013 - شعبان حسين، ممثل مصري.
- 2020 - آدم حنين، نحات ورسام مصري.
- 2022 - شافية بوذراع، ممثلة وكاتبة جزائرية.

## أعياد ومناسبات
- اليوم الوطني في اليمن.
- اليوم العالمي للتنوع الأحيائي.

## وصلات خارجية
- وكالة الأنباء القطريَّة: حدث في مثل هذا اليوم.
- النيويورك تايمز: حدث في مثل هذا اليوم.
- BBC: حدث في مثل هذا اليوم.